# Российско-португальские отношения
Российско-португальские отношения — двусторонние дипломатические отношения Российской Федерации и Португалии. Осуществляются при помощи посольства России в Португалии, находящегося в Лиссабоне, и посольства Португалии в России, находящегося в Москве. Россия и Португалия, расположенные в разных концах Европы, поддерживают очень дружественные отношения. Оба государства являются полноценными членами ОБСЕ.
C 18 июня 2018 года послом Российской Федерации в Португалии является Михаил Камынин.

## История

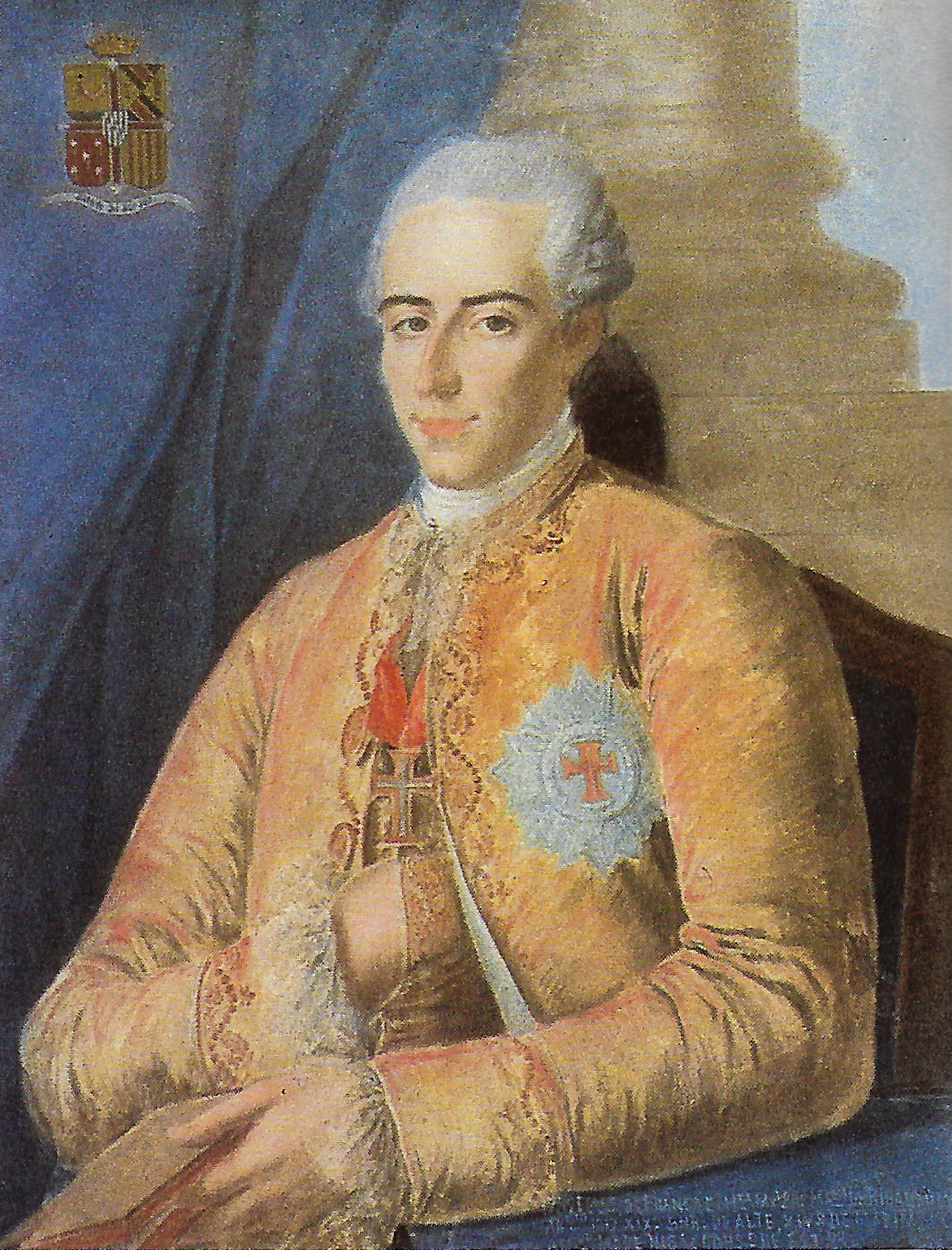
Франсишку Жозе да Орта Машаду

Первые контакты России и Португалии относятся к 1724 году, когда португальские купцы обратились к императору Петру I с просьбой установить торговые представительства. В ответ Пётр назначил консула в Лиссабоне, однако пока что не найдены доказательства тому, что российское консульство в Лиссабоне было на самом деле открыто. Торговля между двумя государствами развивалась медленно, и консульство наконец начало работать в 1769 году. Его возглавил Жуан Антониу Боршер, португальско-немецкий банкир из Гамбурга.
Полномасштабные дипломатические отношения между Российской империей и Королевством Португалия были установлены в 1779 году. Королева Мария I назначила в качестве португальского посла в Санкт-Петербурге Франсишку Жозе да Орта Машаду, бывшего посла в Нидерландах. Екатерина II назначила послом в Португалии графа Вильгельма Нессельроде. В 1782 году был подписан договор о вооружённом нейтралитете, а в 1787 году — договор о коммерции. В 1799 году обе страны договорились об оборонительном альянсе, который, однако, не привёл к каким-либо военным действиям.
На протяжении большей части XIX века отношения были небогаты на какие-либо события. Лишь в конце века они стали более интенсивными в связи с регулярным использованием суднами Российского императорского флота португальских портов для пополнения запасов. В частности, команда императорской яхты «Царевна» получила благодарность португальцев за помощь в тушении пожара в португальском парламенте в 1895 году. Во время русско-японской войны Португалия, однако, подчинилась давлению Великобритании и закрыла для русского флота доступ в свои порты. После Февральской революции 1917 года в России отношения между государствами были прерваны. Дипломатические отношения между СССР и Португалией были установлены 9 июня 1974 года.